# アリ (イタリア)
アリ（イタリア語: Alì）は、イタリア共和国シチリア州メッシーナ県にある、人口約700人の基礎自治体（コムーネ）。

## 地理

### 位置・広がり
メッシーナ県のコムーネ。県都メッシーナから南南西へ22kmの距離にある。

#### 隣接コムーネ
隣接するコムーネは以下の通り。
- アリ・テルメ
- フィウメディニージ
- イターラ